# 戶田市
戶田市（日语：／ Toda shi */?）是日本埼玉縣南部的城市，人口約14萬人。戶田市是埼玉縣最接近東京都的地區之一。

## 歷史
- 1889年（明治22年）4月1日 - 北足立郡新曽村、上戸田村、下戸田村合併成立戸田村。
- 1941年（昭和16年）6月1日 - 町制施行、為戸田町。
- 1966年（昭和41年）10月1日 - 市制施行、為戸田市。

## 經濟

### 大規模商業設施
- 永旺夢樂城北戸田（日语：イオンモール北戸田）
- T-FRONTE（日语：T-FRONTE）

### 金融機關
- 埼玉RESONA銀行（日语：埼玉りそな銀行）（戸田支店）
- 群馬銀行（戸田支店）
- 武藏野銀行（戸田支店、戸田西支店）
- 東京都民銀行（日语：東京都民銀行）（戸田支店）
- 青木信用金庫（日语：青木信用金庫）（戸田支店）
- 川口信用金庫（日语：川口信用金庫）（戸田支店、戸田北支店）
- 巢鴨信用金庫（日语：巣鴨信用金庫）（戸田支店、西戸田支店）
- 城北信用金庫（日语：城北信用金庫）（戸田支店、東戸田支店）
- 瀧野川信用金庫（日语：瀧野川信用金庫）（戸田支店）
- 東京信用金庫（日语：東京信用金庫）（戸田支店）

## 地區・町名
- 下戸田地區
  - 下戸田（日语：下戸田）
  - 下前（日语：下前）
  - 中町（日语：中町 (戸田市)）
  - 喜澤（日语：喜沢）
  - 喜澤南（日语：喜沢南）
  - 川岸（日语：川岸 (戸田市)）
- 上戸田地區
  - 本町（日语：本町 (戸田市)）
  - 南町（日语：南町 (戸田市)）
  - 戸田公園（日语：戸田公園 (戸田市)）
  - 上戸田（日语：上戸田）
- 新曽地區
  - 新曽（日语：新曽）
  - 新曽南（日语：新曽南）
  - 氷川町（日语：氷川町 (戸田市)）
- 笹目地區
  - 笹目（日语：笹目）
  - 笹目南町（日语：笹目南町）
  - 笹目北町（日语：笹目北町）
  - 惣右衛門
  - 下笹目
  - 早瀬（日语：早瀬 (戸田市)）
- 美女木地區
  - 美女木（日语：美女木）
  - 美女木東（日语：美女木東）
  - 内谷（日语：内谷 (戸田市)）
  - 曲本
  - 重瀬（日语：重瀬）

## 警察
- 埼玉縣警察（日语：埼玉県警察） 蕨警察署（日语：蕨警察署）（蕨市）

## 教育

### 小學
- 戸田市立戸田第一小學校（日语：戸田市立戸田第一小学校）
- 戸田市立戸田第二小學校（日语：戸田市立戸田第二小学校）
- 戸田市立新曽小學校（日语：戸田市立新曽小学校）
- 戸田市立美谷本小學校
- 戸田市立笹目小學校
- 戸田市立戸田東小學校
- 戸田市立戸田南小學校
- 戸田市立喜澤小學校
- 戸田市立笹目東小學校
- 戸田市立新曽北小學校
- 戸田市立美女木小學校
- 戸田市立芦原小學校

### 初中
- 戸田市立戸田中學校（日语：戸田市立戸田中学校）
- 戸田市立戸田東中學校
- 戸田市立美笹中學校
- 戸田市立喜澤中學校
- 戸田市立新曽中學校（日语：戸田市立新曽中学校）
- 戸田市立笹目中學校

### 高級中學
- 埼玉縣立戸田翔陽高等學校（日语：埼玉県立戸田翔陽高等学校）
- 埼玉縣立南稜高等學校（日语：埼玉県立南稜高等学校）

## 體育隊

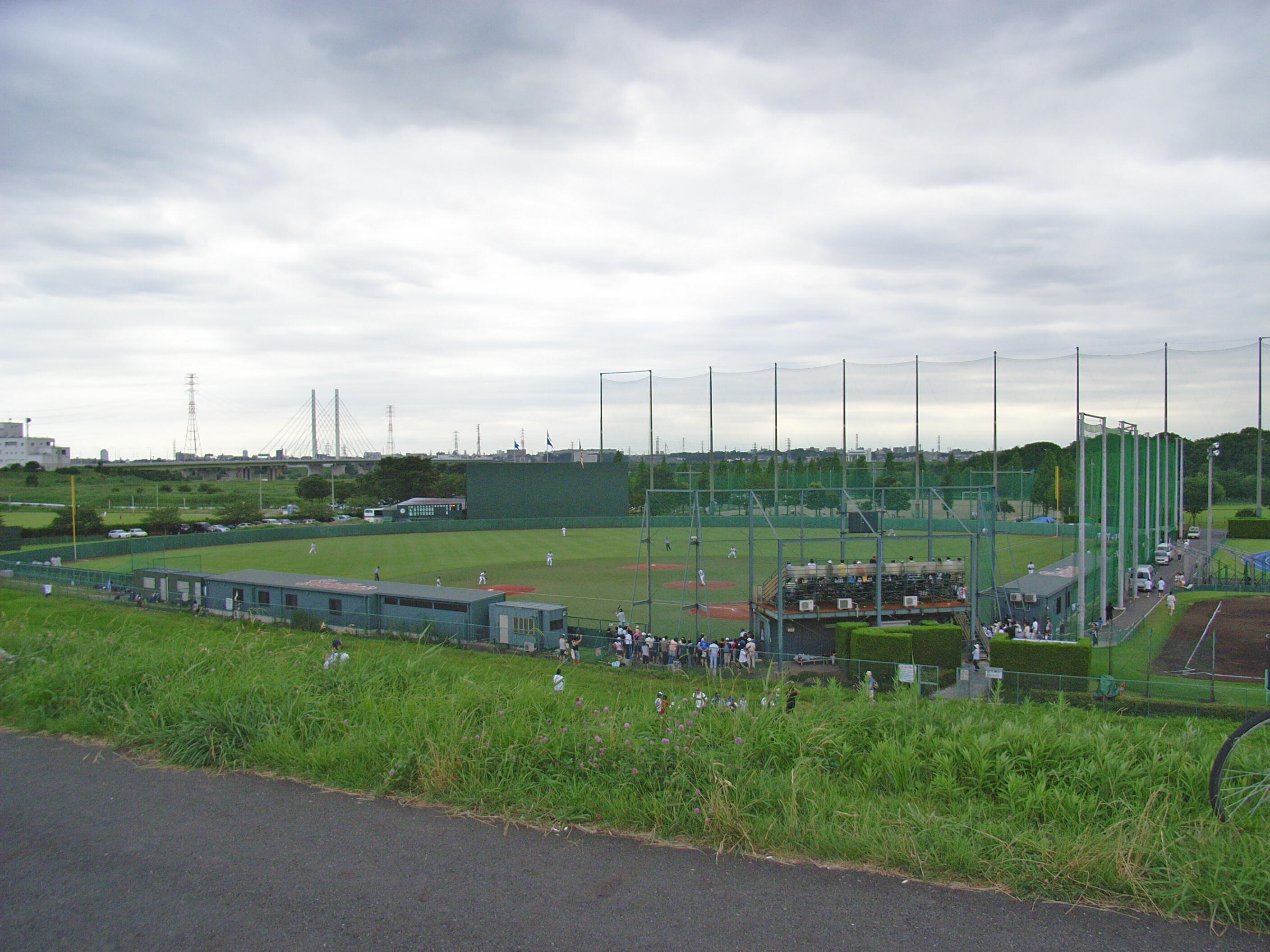
養樂多戸田球場

- 東京養樂多燕子二軍（養樂多戸田球場（日语：ヤクルト戸田球場））

## 交通

### 鐵路

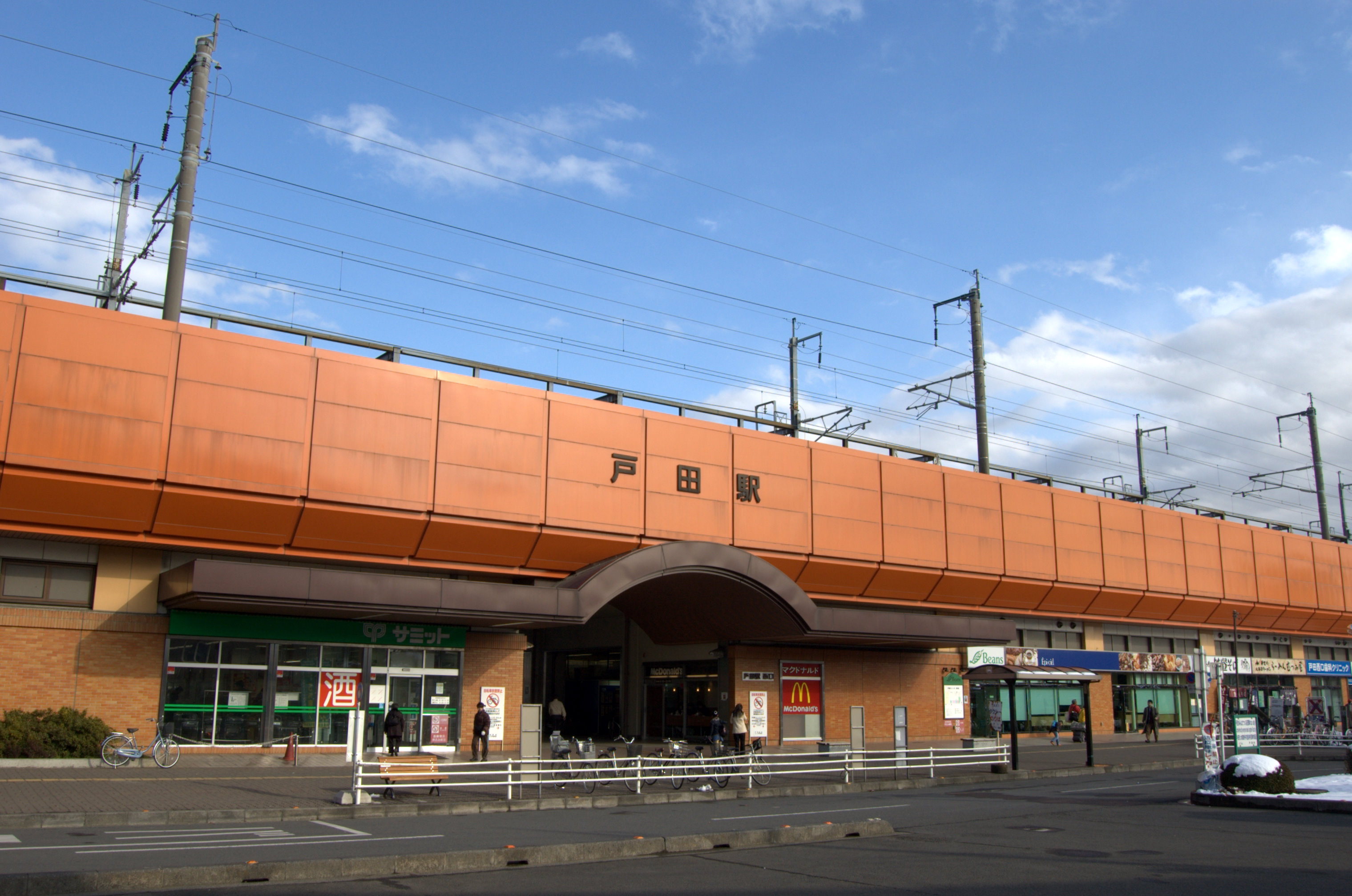
戶田站

東日本旅客鐵道
- 埼京線：戶田公園站 - 戶田站 - 北戶田站

### 道路

#### 高速公路
- 東京外環自動車道
  - 戸田西IC（日语：戸田西インターチェンジ）
  - 美女木JCT
- 首都高速道路

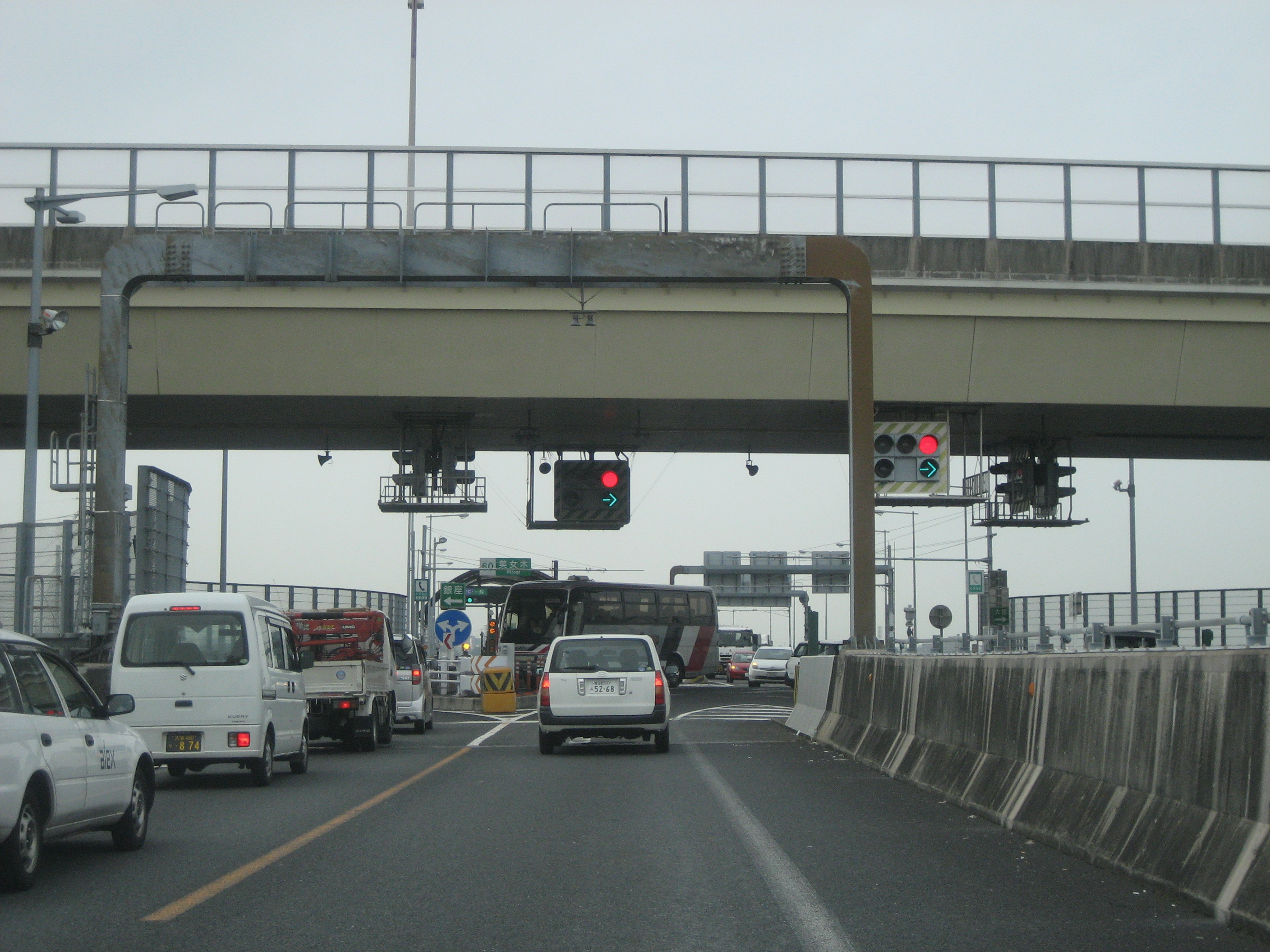
美女木JCT

  - 首都高速5號池袋線（埼玉縣道254號高速板橋戸田線）
    - 戶田南出入口
    - 戶田出入口
    - 美女木JCT

  - 首都高速埼玉大宮線（埼玉縣道124號高速埼玉戸田線）
    - 美女木JCT

#### 一般國道
- 國道17號（中山道、新大宮繞道）
- 國道298號（日语：国道298号）

#### 主要地方道
- 埼玉縣道68號練馬川口線（日语：東京都道・埼玉県道68号練馬川口線）（奧林匹克道路、新大宮繞道）
- 埼玉縣道79號朝霞蕨線（日语：埼玉県道79号朝霞蕨線）

#### 一般縣道
- 埼玉縣道236號新倉蕨線（日语：埼玉県道236号新倉蕨線）（五差路通）
- 埼玉縣道382號早瀬埼玉線（日语：埼玉県道382号早瀬さいたま線）

#### 主市道
- 中央病院通
- 永旺歡欣雀躍通

## 河川・湖沼

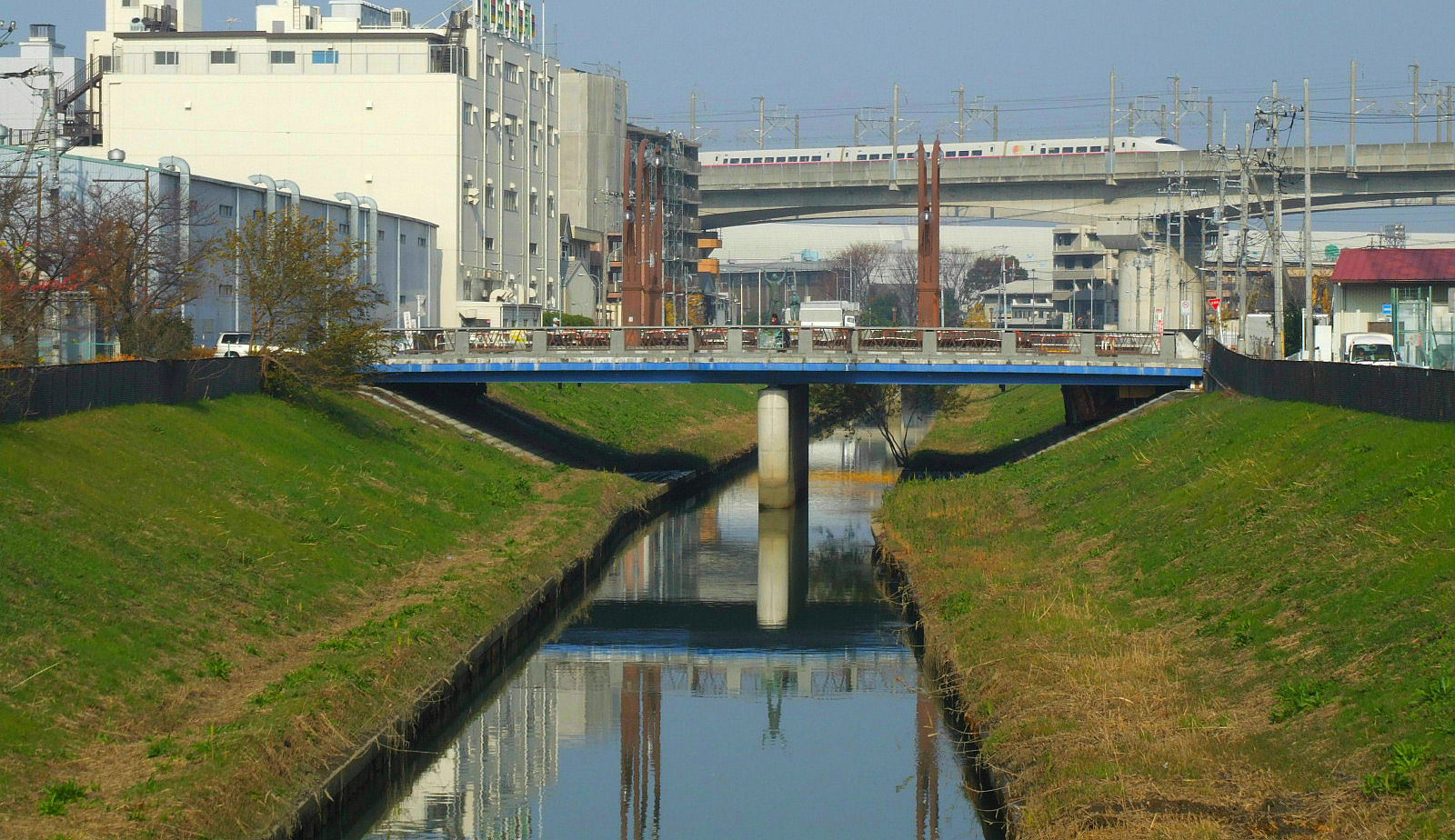
笹目川

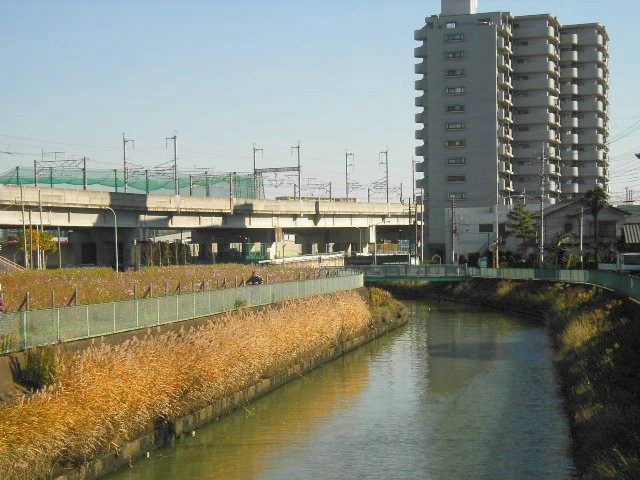
菖蒲川

- 荒川
- 笹目川（日语：笹目川）
- 菖蒲川（日语：菖蒲川 (埼玉県)）
- 彩湖（日语：彩湖）

## 著名出身人士
- 清水勇人（日语：清水勇人） - 埼玉市長
- 宇賀神友弥（浦和紅鑽） - 足球運動員